# Pseudotyrannochthonius eberhardi
Espèce
Pseudotyrannochthonius eberhardi est une espèce de pseudoscorpions de la famille des Pseudotyrannochthoniidae.

## Distribution
Cette espèce est endémique de Nouvelle-Galles du Sud en Australie. Elle se rencontre dans les Stockyard Creek Caves dans la The Castles Nature Reserve.

## Description
La femelle holotype mesure 3,58 mm.

## Étymologie
Cette espèce est nommée en l'honneur de Stefan Eberhard.

## Publication originale
- Harms & Harvey, 2013 : Review of the cave-dwelling species of Pseudotyrannochthonius Beier (Arachnida: Pseudoscorpiones: Pseudotyrannochthoniidae) from mainland Australia, with description of two troglobitic species. Australian Journal of Entomology, vol. 52, no 2, p. 129-143.